# Václav Suda
Václav Suda (16. října 1856 Třešovice – ???) byl rakouský a český statkář a politik, na konci 19. století poslanec Českého zemského sněmu.

## Biografie
Narodil se v Třešovicích, v jiném zdroji uváděno jako místo narození Třešovice, obec Jinín. Pocházel z místního selského rodu. Profesí byl rolníkem v Třešovicích. Byl dlouholetým starostou této obce. Koncem století se uvádí i jako člen okresního výboru ve Strakonicích. Angažoval se ve výboru strakonického hospodářského spolku. V roce 1899 byl členem komitétu pro přípravu krajinské hospodářsko-průmyslové a školské výstavy ve Strakonicích.
Koncem století se zapojil i do zemské politiky. Ve volbách v roce 1895 byl zvolen v kurii venkovských obcí (volební obvod Strakonice) do Českého zemského sněmu. Politicky patřil tehdy k mladočeské straně. Podle jiného zdroje do sněmu zasedl jako samostatný kandidát.